# Tor (Netzwerk)
Tor ist ein Overlay-Netzwerk zur Anonymisierung von Verbindungsdaten. Es wird für TCP-Verbindungen eingesetzt und kann beispielsweise im Internet für Browsing, Instant Messaging, IRC, SSH, E-Mail oder P2P benutzt werden. Tor schützt seine Nutzer vor der Analyse des Datenverkehrs. Es basiert auf der Idee des Onion-Routings. „TOR“ war ursprünglich ein Akronym für The Onion Routing oder The Onion Router (englisch onion für Zwiebel). Da das Projekt den Namen nicht mehr als Akronym verwendet, schreibt sich „Tor“ nicht mehr in Versalien. Im Oktober 2022 nutzten täglich ca. 2 bis 2,5 Millionen Nutzer das Tor-Netzwerk.

## Geschichte
Die ersten Ideen für Tor stammen aus dem Jahr 2000. Zwei Jahre später wurde die Arbeit an Tor durch Matej Pfajfar an der University of Cambridge begonnen. Darauf folgte am 20. September 2002 die Veröffentlichung der ersten Alpha-Version. In der Anfangszeit von 2001 bis 2006 wurde Tor durch das United States Naval Research Laboratory mit Unterstützung des Office of Naval Research (ONR) und der Defense Advanced Research Projects Agency (DARPA), vertreten durch Paul Syverson, unterstützt.
Die weitere Entwicklung wurde vom Freehaven-Projekt unterstützt. Die Electronic Frontier Foundation (EFF) unterstützte die Entwicklung von Tor zwischen dem letzten Quartal 2004 bis ins späte Jahr 2005 hinein. Im Dezember 2006 gründeten Dingledine, Mathewson und andere das Tor-Projekt, die The Tor Project, Inc, eine Non-Profit-Organisation für Forschung und Bildung, verantwortlich für die Aufrechterhaltung von Tor.
Im März 2011 wurde das Tor-Projekt von der Free Software Foundation mit dem Preis für gesellschaftlichen Nutzen (englisch „social benefit“) ausgezeichnet. Als Grund wurde angegeben, dass Tor weltweit ca. 36 Millionen Menschen unzensierten Zugang zum Internet mit der Kontrolle über Privatsphäre und Anonymität ermögliche. Tor habe sich als sehr wichtig für die Oppositionsbewegungen im Iran und in Ägypten erwiesen. Im Jahr 2011 finanzierte sich das Projekt zu etwa 60 % aus Zuwendungen der US-Regierung und zu 40 % aus privaten Spenden.
Im Juni 2014 machte der Fall des Erlanger Studenten Sebastian Hahn eine größere Öffentlichkeit und insbesondere den damals tagenden NSA-Untersuchungsausschuss darauf aufmerksam, dass die NSA neben der Bundeskanzlerin auch den Betreiber eines Tor-Knotens überwacht.
Seit Ende Oktober 2014 ist Facebook über eine eigene Adresse im Tor-Netzwerk erreichbar, um damit den Zugang für Menschen zu erleichtern, in deren Ländern der Zugang zu Facebook durch Zensur erschwert wird. DigiCert hat für Facebook eines der ersten TLS-Zertifikate für eine .onion-Adresse ausgestellt.
Die bisherige Tor-Führungsspitze, der Verwaltungsrat, hat im Juli 2016 sechs neue Mitglieder gewählt und ist gleichzeitig selbst zurückgetreten. Zu den zurückgetretenen zählen auch die Projektmitgründer Roger Dingledine und Nick Matthewson, die jedoch weiterhin die technische Entwicklung des Dienstes leiten. Zum neuen Aufsichtsgremium gehören unter anderem der prominente Kryptologe Bruce Schneier und die Leiterin der Electronic Frontier Foundation, Cindy Cohn.
2019 stellten die British Broadcasting Corporation und die Deutsche Welle ihre Internetseiten über das Tor-Netzwerk bereit, um Zensurmaßnahmen von antidemokratischen Staaten zu umgehen. Twitter ging diesen Schritt 2022 in Folge des russischen Überfalls auf die Ukraine.

## Browser und Hilfsprogramme

### Tor-Browser
Der Tor-Browser (früher: Tor Browser Bundle) enthält eine vorkonfigurierte Kombination aus Tor (Client) und einer modifizierten Version des Browsers Mozilla Firefox ESR mit dem Add-on NoScript. Dank der auf Einfachheit ausgelegten Software ist auch Laien ein schneller Einstieg in das Tor-Netzwerk möglich.

Die Standardsuchmaschine ist DuckDuckGo. Er kann dabei wirksam sein, Filterblasen und Canvas Fingerprinting zu verhindern.

### Tor-Browser für Android
Der Tor-Browser für Android ist der einzige offizielle mobile Browser, der vom Tor-Projekt unterstützt wird. Am 21. Mai 2019 wurde die erste stabile Version für Android veröffentlicht. Noch im selben Jahr wurde der Browser Orfox offiziell durch den Tor-Browser für Android abgelöst. Orfox war ein speziell für das Tor-Netzwerk optimierter, quelloffener Browser für Android des Guardian Projects.

### Onion Browser (Apple iOS)
Der Onion Browser ist ein Browser für Apple iOS ab Version 5.1, der die Seitenaufrufe über das Tor-Netzwerk durchführt. Er ist kostenlos im iOS App Store erhältlich, die Quelldateien sind auf GitHub offen verfügbar.

### Orbot
Orbot ist ein quelloffener Tor-Proxy für Android, der bei Android-Geräten ab Version 2.0 den TCP-Internetverkehr durch das Tor-Netzwerk leiten kann. Alternativ können Apps einen SOCKS- oder HTTP(S)-Proxy nutzen. Die Portnummer kann in Orbot eingestellt werden. Einige Apps, zum Beispiel ChatSecure, F-Droid oder Xabber, bieten eine Option an, die es dem Nutzer erlaubt, den Traffic über Orbot zu leiten, ohne das genutzte Protokoll des Proxys und die Portnummer einstellen zu müssen. Eine weitere App namens OrWall kann sämtlichen Datenverkehr, der nicht durch Orbot geleitet wird, blockieren (siehe auch Firewall und Weiße Liste). Orbot kann die VPN-API von Android nutzen und den TCP-Traffic ausgewählter Apps über das Tor-Netzwerk leiten. Es sollte darauf geachtet werden, dass der Nutzer über eindeutige Gerätekennungen und Tracking-IDs trotzdem identifiziert werden kann.

### Snowflake
Snowflake stellt zensierten Internetnutzern den Zugang zum Tor-Netzwerk als Tor-Brücke über temporäre Proxys mittels WebRTC zur Verfügung. Diese Proxies werden über die Installation von Firefox- und Chrome-Plugins oder einer Browser- bzw. Standalone-Instanz von Freiwilligen ermöglicht. Nutzer der Snowflake-Brücke stellen dann über eine WebRTC-Verbindung zu dem Browser-Plugin oder der Proxy-Instanz her, der dann zwischen dem Snowflake-Proxy und der Snowflake-Brücke vermittelt. Dabei dient das Plugin nur als Vermittler zu der Snowflake-Brücke. Derzeit (Stand: Juli 2021) sind ungefähr 8.000 Snowflake-Proxies pro Tag verfügbar. Der Einzug als Standardbrücke in den Tor-Browser erfolgte in der Version 10.5. Im Zuge der Proteste im Iran 2022 und dem russischen Krieg gegen die Ukraine 2022 gab es viele Medienbeiträge, welche die Menschen im deutschsprachigen Raum darüber aufklärten, wie ein solcher Snowflake-Proxy den Menschen im Iran und Russland dabei helfen kann, die staatliche Internet-Zensur zu umgehen.

### Integration von Tor in Betriebssystemen

#### Tails
Tails (The Amnesic Incognito Live System) ist eine Debian-basierende Linux-Distribution und ein Betriebssystem. Sein Ziel ist es, den Datenschutz und die Anonymität im Internet für den Nutzer sicherzustellen. Um dies zu erreichen, setzt Tails auf die standardmäßige Nutzung des Tor-Netzwerks. Das System kann direkt als Live-System von einem USB-Speichermedium gebootet werden und hinterlässt dann keine Spuren auf dem genutzten Computer. Tails bietet eine vorkonfigurierte Arbeitsumgebung mit Programmen zur sicheren Kommunikation und dem sicheren Umgang mit Dateien. Als Desktop-Umgebung nutzt Tails Gnome. Als gedächtnisloses („amnesic“) Betriebssystem verwirft Tails standardmäßig alle Daten beim Herunterfahren. Ein verschlüsselter persistenter Speicher kann bei Bedarf eingerichtet werden, um Einstellungen und Dateien auf dem genutzten USB-Speichermedium dauerhaft zu sichern. Edward Snowden verwendete Tails, um im Juni 2013 Informationen über den NSA-Skandal an The Washington Post und The Guardian zu senden.

#### Whonix
Whonix ist eine Debian-basierende Linux-Distribution und ein Betriebssystem, das auf Privatsphäre, Sicherheit und Anonymität im Internet Wert legt. Das Betriebssystem besteht aus zwei virtuellen Maschinen, einer Workstation und einem Gateway für das Tor-Netzwerk. Die virtuelle Maschine Whonix Gateway ist verantwortlich für die Verbindung zum Tor-Netzwerk und stellt sicher, dass der Netzwerkverkehr ausschließlich über das Tor-Netzwerk stattfindet. Updates werden via Tor mit dem Debian apt-get-Paketmanager eingespielt. VirtualBox, Qubes OS und KVM werden als Virtualisierungssoftware unterstützt. Die Desktop-Umgebung ist Xfce. Installer werden für Windows, Linux, macOS und Qubes OS angeboten. Weiterhin ist der Betrieb als nichtpermanentes Live-System von einem USB-Speichermedium möglich.

## Arbeitsweise

Alice erzeugt eine anonyme Verbindung zu Bob durch das Tor-Netzwerk

### Anonymes Surfen
Die Software basiert auf dem Prinzip des Onion-Routings und wurde mit einigen Abwandlungen implementiert:
1. Der Nutzer installiert auf seinem Computer einen Client, den sogenannten Onion-Proxy. Dieses Programm verbindet sich mit dem Tor-Netzwerk. In der Startphase lädt sich das Programm eine Liste aller vorhandenen und verwendbaren Tor-Server (englisch relays) herunter. Diese mit einer digitalen Signatur versehene Liste wird von Verzeichnisservern (englisch directory server bzw. directory authority) aufbewahrt. Deren öffentliche Schlüssel werden mit dem Tor-Quellcode geliefert. Das soll sicherstellen, dass der Onion-Proxy authentische Verzeichnisdaten erhält.
2. Wenn die Liste empfangen wurde, wählt der Onion-Proxy eine zufällige Route über die Tor-Server.
3. Der Client verhandelt mit dem ersten Tor-Server eine verschlüsselte Verbindung. Wenn diese aufgebaut ist, wird sie um einen weiteren Server verlängert. Diese Prozedur wiederholt sich, so dass eine Verbindungskette immer mindestens drei Tor-Server enthält. Jeder Server kennt seinen Vorgänger und seinen Nachfolger. Die Entwickler des Projektes wählten die Zahl Drei, um möglichst große Anonymität bei noch akzeptabler Verzögerungszeit zu erreichen. Der Erfolg hängt dabei davon ab, dass mindestens einer der Server vertrauenswürdig ist und ein Angreifer nicht schon den Anfangs- und Endpunkt der Kommunikation überwacht.
4. Nachdem eine Verbindung aufgebaut worden ist, werden über diese Server die Daten versandt. Der letzte Server tritt dabei als Endpunkt der Kommunikation auf. Er wird als Exit- oder Austritts-Server oder -Knoten (englisch exit node) bezeichnet.[52]

Der oben beschriebene Verbindungsaufbau wird in regelmäßigen Abständen wiederholt, und die Verbindungsstrecken werden nach etwa zehn Minuten gewechselt. Der erste Server („Guard“-Node) wechselt innerhalb von 2–3 Monaten nicht.
Die Pakete innerhalb des Tor-Netzwerkes werden immer verschlüsselt weitergegeben. Erst wenn der Exit-Knoten die Pakete weitergibt, können diese unter Umständen unverschlüsselt sein. Daher ist es weiterhin wichtig, Transportverschlüsselung und -Integritätsschutz einzusetzen, da der Betreiber eines Exit-Knotens ansonsten den gesamten Datenverkehr mitlesen und manipulieren kann.

### Tor Onion Services
Tor ermöglicht, dass beide Seiten einer Kommunikation anonym bleiben. Der Abrufer von Informationen nutzt hierzu die vorgestellten Funktionen von Tor. Ein Anbieter von Informationen verwendet dabei Onion Services, die früher versteckte Dienste (englisch hidden services) genannt wurden:
1. Bob möchte einen Dienst anbieten (beispielsweise eine Webseite mit sensiblen Informationen). Zuerst richtet er die dazu notwendige Software (in dem Beispiel einen Webserver) auf dem betreffenden Rechner ein. In diesem Schritt ist Tor nicht involviert.
2. Nun wird Tor so eingestellt, dass die Softwarepakete vom Webserver über das Netzwerk weitergegeben werden.
3. Nach einem Neustart wird ein Schlüsselpaar erstellt, das den Dienst identifizieren soll. Die Tor-Software erledigt diesen Schritt automatisch.
4. Zusammen mit einer Liste von zufällig ausgewählten Eintritts-Punkten (englisch introduction point) sendet er den öffentlichen Schlüssel an einen Verzeichnis-Server und baut eine Verbindung zu den Eintritts-Punkten auf. Damit ist die Einrichtung des versteckten Dienstes abgeschlossen.
5. Alice möchte eine Verbindung zu Bobs Dienst aufnehmen. Hierzu benötigt sie den Hash-Wert des öffentlichen Schlüssels. Dieser hat die Form wie 6sxoyfb3h2nvok2d.onion. Bobs Webseite könnte beispielsweise über die Adresse http://oldd6th4cr5spio4.onion/ erreichbar sein. Mit diesem Hash-Wert erhält Alice die Details des Dienstes vom Verzeichnis-Server.
6. Alice baut über das Tor-Netzwerk eine Verbindung zu einem zufälligen Tor-Server auf, den sie als Rendezvous-Punkt bestimmt.
7. Danach baut sie eine weitere Verbindung zu einem der Eintritts-Punkte auf. Diese Information befand sich in den Details vom Verzeichnisserver. Alice schickt eine verschlüsselte Mitteilung an Bob. In dieser ist der Rendezvous-Punkt beschrieben, zu dem Alice eine Verbindung aufrechterhält. Bob und Alice werden sich dort „treffen“.
8. Nachdem Bob diese Mitteilung erhalten hat, entscheidet er, ob er mit Alice kommunizieren will, und baut im positiven Fall eine Verbindung zum Rendezvous-Punkt auf.
9. Am Rendezvous-Knoten werden die Kommunikationskanäle, die zu Bob und Alice gehören, verbunden. Beide können jetzt Daten austauschen, ohne dass sie gegenseitig ihre Identität kennen.

Onion Services sind nur über das Tor-Netzwerk erreichbar. Allerdings können Betreiber, welche einen gewissen Dienst anbieten, ihren Dienst als Onion Service und auch gleichzeitig als normalen Dienst (welcher ganz normal über das Internet erreichbar ist ohne Anonymisierungssoftware) anbieten. Den Tor-Browser kann man so einstellen, dass eine für eine normale URL angebotene .onion-Seite automatisch aufgerufen wird. Dies hat den Vorteil, dass Benutzer, welche großen Wert auf Privatsphäre legen, den Weg über das Tor-Netzwerk gehen können.

### Entry Guards
Tor kann, wie alle Mix-Netzwerke, keinen ausreichenden Schutz gegen Angreifer bieten, die den ersten und den letzten Knoten einer Verbindung kontrollieren. Dies ist unabhängig davon, wie viele Knoten dazwischen liegen. Der Angreifer kann hier allein über Paketanzahl und zeitliche Abfolge von Paketen einen Zusammenhang – auch über die Zwischenknoten hinweg – herstellen und hätte somit die Verbindung zwischen Sender und Empfänger aufgedeckt. Da Tor-Routen kurzlebig sind und regelmäßig neu ausgewählt werden, geht die Wahrscheinlichkeit, dass so zumindest eine der vom Tor-Client aufgebauten Routen durch einen Angreifer aufdeckbar wäre, für jeden Tor-Nutzer auf Dauer gegen 100 %. Insbesondere Nutzer, die Tor regelmäßig zum Schutz einer immer gleichen Kommunikationsbeziehung nutzen, würden bezüglich dieser früher oder später nahezu sicher deanonymisiert. Verschärfend kommt hinzu, dass der Angreifer eine Route boykottieren kann, wenn er mindestens einen beliebigen Knoten in ihr kontrolliert. Auf diese Weise kann er auf allen Routen eine Neuauswahl der Knoten erzwingen, bei denen er beteiligt ist, aber nicht die zur Deanonymisierung nötige Kontrolle über den Start- und Endknoten hat. Somit müssen zusätzliche Routen aufgebaut werden, und damit steigt die Wahrscheinlichkeit einer für den Angreifer günstigen Route an.
Deshalb werden bei Tor, dem Standardmodell des Onion-Routings widersprechend, die ersten Knoten der Routen vom Client nicht dynamisch gewählt, sondern es werden für alle aufgebauten Routen dieselben Einstiegsknoten verwendet, sogenannte Entry Guards. Der Client wählt dazu aus einer Liste mit Entry Guards zufällig eine kleine Menge (standardmäßig drei) aus und verwendet diese anschließend über mehrere Wochen und Sitzungen hinweg als erste Knoten auf allen aufgebauten Routen. Lediglich bei Ausfall dieser Knoten wird eine ggf. vorübergehende Ersatzauswahl getroffen. Entry Guards können dabei nur Knoten werden, die bereits längere Zeit laufen, über diese Zeit eine hohe Verfügbarkeit aufwiesen und eine überdurchschnittliche Übertragungskapazität haben.
Auf diese Weise kann weitgehend ausgeschlossen werden, dass auf Dauer jeder Nutzer nahezu zwangsläufig eine für einen Angreifer deanonymisierbare Route aufbaut. Sollte der Nutzer nämlich keine der durch einen Angreifer kontrollierten Entry Guards gewählt haben, kann er auf obigem Weg überhaupt nicht deanonymisiert werden, da der erste Knoten der Routen dann stets außerhalb der Kontrolle des Angreifers ist. Liegen die gewählten Entry Guards des Nutzers dagegen unter der Kontrolle des Angreifers, so ist die Wahrscheinlichkeit einer Deanonymisierung erhöht, bzw. diese geschieht entsprechend häufiger, weil der Eingangsknoten dann sicher vom Angreifer kontrolliert wird und die Sicherheit der Route nur noch von der Wahl des Ausgangsknotens abhängt. Außerdem wird auf diese Weise das Risiko gesenkt, dass ein Angreifer eine Liste sämtlicher Tor-Nutzer erstellen kann. Da die Nutzer sich stets mit denselben Eingangsknoten verbinden, werden die vom Angreifer kontrollierten Entry Guards immer nur von derselben Gruppe Nutzer kontaktiert, während alle anderen Tor-Nutzer stets bei ihren Eingangsknoten außerhalb des Einflussbereiches des Angreifers bleiben.

### Zensurresistenz/Tor-Bridges
Tor kann nicht nur genutzt werden, um anonyme Internetzugriffe zu ermöglichen, sondern auch, um Zugriffssperren zu umgehen. Die Verbindung wird – an der Sperre vorbei – über das Tor-Netzwerk umgeleitet und kann so das Ziel erreichen. Aus Sicht des Sperrenden ist das, insbesondere im Bereich der Zensur, kein wünschenswerter Zustand. Deshalb wurde ebenfalls der Zugang zu Tor in einigen Fällen (unter anderem durch die chinesische Internetkontrolle) bereits unterbunden. Das ist besonders einfach, da die Liste aller Tor-Nodes öffentlich ist. Auf Grund des gewählten Anonymisierungsmodells lässt sich der Zugang zu dieser Liste auch nicht einschränken, da die Auswahlmöglichkeit aus vielen Knoten Voraussetzung ist.
Tor wurde deshalb um eine Bridge-Funktionalität erweitert, die eine Vermittlung zwischen gesperrten Nutzern und dem Tor-Netzwerk vornimmt. Damit kann jeder Nutzer seinen Tor-Client als sogenannte Bridge konfigurieren, wodurch er auch anderen Nutzern den Zugriff auf das Tor-Netzwerk ermöglicht. Die zum Zugriff nötige eigene Internetadresse kann er dann anderen selbst mitteilen, oder er hinterlegt sie bei einer vertrauenswürdigen Zentralinstanz (englisch „bridge authority“) zur weiteren Verteilung. Dort gelangt sie in genau eine von momentan drei Adress-Sammlungen (englisch „address pools“), denen unterschiedliche Verteilungsstrategien zu Grunde liegen. Die Verteilung erfolgt in Pool 1 über eine Website, in Pool 2 über E-Mail und in Pool 3 über Instant Messaging, soziale Netzwerke und ähnliche Direktkontakte. Um ein Ausforschen der Pools zu verhindern, werden in Pool 1 für Anfragen von der gleichen IP-Adresse (maßgeblich sind nur die ersten 24 bit) nur Bridges aus einem stets gleichen Bereich der Gesamtliste zurückgegeben (offen ist das Problem, dass hier auch Anfragen über verschiedene Proxy-Rechner bzw. verschiedene Tor-Knoten selbst erfolgen könnten und staatliche Stellen bzw. Internetanbieter Zugriff auf sehr große Adresskontingente haben). In Pool 2 gilt dies entsprechend für Anfragen von derselben E-Mail-Adresse. Um ein massenhaftes Erstellen von unterschiedlichen E-Mail-Adressen zu verhindern, werden ausschließlich Anfragen von Gmail- und Riseup-Adressen beantwortet. Dort vertraut Tor darauf, dass die Anbieter selbst entsprechende Maßnahmen ergriffen haben, um massenhafte Kontenerstellung zu verhindern. Pool 3 setzt darauf, dass es schwierig ist, unter verschiedenen Identitäten ausreichend menschliches Vertrauen aufzubauen, um über Direktkontakte an viele Bridge-Adressen zu kommen. Sollte sich eine der Verteilungsstrategien als so schwach erweisen, dass ein Angreifer darüber doch sehr viele Adressen erhalten und Zugriffe dorthin dann unterbinden bzw. als Tor-Zugriffe identifizieren kann, stünden die Adressen der anderen Pools trotzdem weiterhin zur Verfügung.
China gelingt es allerdings bereits seit 2009 bzw. 2010, die Verteilstrategien 1 und 2 erfolgreich zu brechen und Zugriffe chinesischer Bürger auf die entsprechenden Bridges zu unterbinden. Eine Ursache dafür ist, dass die Anzahl der Bridges mit rund 500 Stück gegenüber den Ressourcen der chinesischen Internetkontrolle zu gering ist. So wird unter ausreichend vielen verschiedenen IP-Adressen bzw. E-Mail-Konten die gesamte Liste der entsprechenden Pools abgefragt. Ferner wurde im Herbst 2011 durch Benutzerkommentare bekannt, dass China die Zieladresse von Verbindungen testet, die als möglicherweise mit Tor verschlüsselt erkannt werden. Sollte das Ziel dann tatsächlich das Tor-Protokoll sprechen, wird es in eine Sperrliste aufgenommen. Auf diese Weise kann China sogar Bridges erkennen, deren Adressen nicht öffentlich verteilt werden, und Zugriffe darauf unterbinden.
Aus Sicht der Anonymität kann es für einen Nutzer sogar vorteilhaft sein, eine Bridge zu betreiben. Für einen Angreifer lassen sich Aktionen des Nutzers nicht mehr unbedingt von denen der darüber nur weitergeleiteten Nutzer unterscheiden. Auf der anderen Seite existieren auch Risiken: Sollte ein Angreifer in der Lage sein, eine weitergeleitete Verbindung über die Folge-Knoten vom Verbindungsziel her rückwärts zu deanonymisieren, könnte der weiterleitende Nutzer zu Unrecht in Verdacht geraten, der Ursprung der Verbindung zu sein. Auch kann der Betrieb einer Bridge dafür sorgen, dass über einen längeren Zeitraum eigener, über Tor abgewickelter, Verkehr deanonymisierbar wird. Dieser Angriff basiert darauf, dass die Bridge in der Regel durch einen Nutzer nur genau dann zur Verfügung gestellt werden wird, wenn er selbst gerade Tor nutzt. Angenommen, jemand nutzt Tor, um hin und wieder neue Einträge in seinem Blog zu veröffentlichen. Hat er die Bridge-Funktionalität aktiviert und könnte sich ein Angreifer eine große Anzahl der Tor-Bridge-Adressen beschaffen, dann könnte der Angreifer regelmäßig überprüfen, welche Bridges wann zur Verfügung stehen. So könnte der Angreifer sehr schnell den Kreis der Urheber einschränken. Es kommen dafür nur noch Bridge-Betreiber in Frage, die zu allen fraglichen Zeitpunkten ihre Bridge aktiv hatten.

## Größe des Tor-Netzwerkes

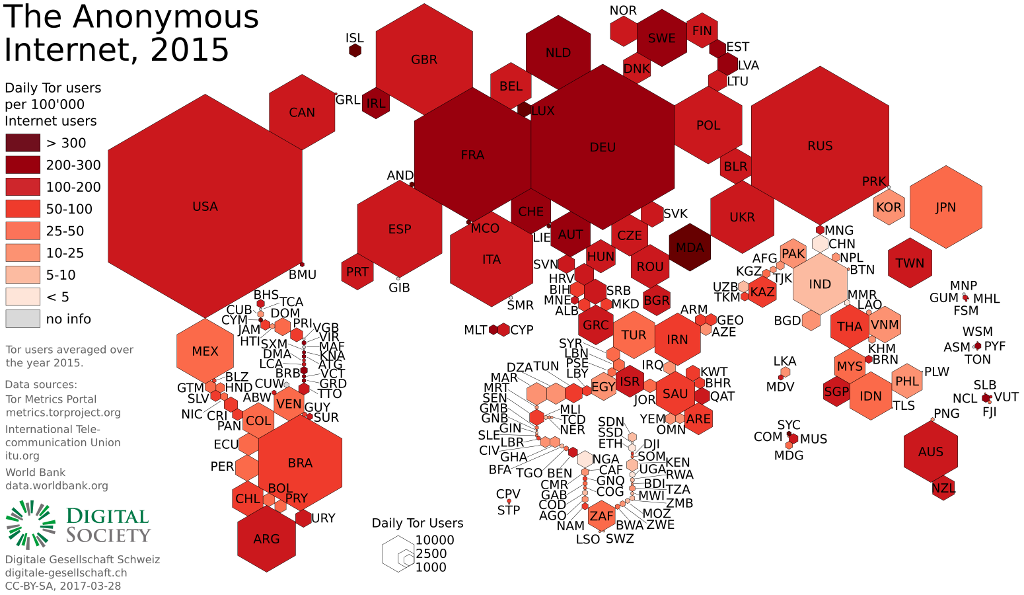
Ein Kartogramm, welches die durchschnittliche Benutzung des Tor-Netzwerkes in den Jahren 2012/2013 anzeigt. Quelle: University of Oxford

Tor-Knoten werden von Einzelpersonen, Vereinen, Universitäten, Bibliotheken und Unternehmen betrieben.
Zum 31. Oktober 2011 standen rund 2350 Tor-Knoten zur Verfügung, davon etwa 850 Exit-Nodes. Die von den Knoten selbst propagierte verfügbare Datenübertragungsrate lag insgesamt bei 12,8 Gbit/s, davon wurden durchschnittlich 8 Gbit/s verwendet. Bei der Tor Bridge-Authority waren die Adressen von rund 650 Tor-Bridges hinterlegt.
Im Oktober 2019 standen 6472 Tor-Knoten mit einer Datenübertragungsrate von 184,64 Gbit/s zur Verfügung.
Anfang Mai 2022 standen 7112 Knoten und 2787 Bridges zur Verfügung. Angeboten wurde eine Bandbreite von 775 Gbit/s, genutzt wurden 275 Gbit/s. Zu den größten Betreibern, gewichtet nach zur Verfügung gestellter Bandbreite, gehören die Gruppen lokodlare.com und for-privacy.net sowie die Vereine Artikel10, Foundation for Applied Privacy und F3 Netze, welche jeweils mehr als 2 % der Bandbreite zur Verfügung stellen. Weitere institutionelle Betreiber sind der Chaos Computer Club Stuttgart, die Digitale Gesellschaft (Schweiz), Digitalcourage und die Technische Universität Berlin.

## Kritik und Schwachstellen

### Grenzen der Anonymität
Tor bietet keine Anonymität gegen jeden Angreifer. So ist es durch Überwachung einer ausreichend großen Anzahl von Tor-Knoten oder größeren Teilen des Internets möglich, nahezu sämtliche über Tor abgewickelte Kommunikation nachzuvollziehen. Ein solches Szenario ist beispielsweise bei Betreibern von Internet-Knoten oder wichtigen Backbones – insbesondere durch Kooperation – durchaus vorstellbar: Gelingt es, den ersten und letzten Knoten der Verbindung zu überwachen, lässt sich mit Hilfe einer statistischen Auswertung auf den Ursprung der Verbindung schließen.
Gegebenenfalls kann das auch durch staatliche Einflussnahme oder geheimdienstliche Tätigkeit erfolgen. Begünstigt wird es sowohl durch die Struktur des Internets, das sich stark auf einzelne Betreiber stützt, als auch durch die sehr ungleiche Verteilung der Tor-Server weltweit, die sich stark auf wenige Länder konzentrieren. Dadurch würde die Zusammenarbeit von wenigen Instanzen ausreichen, um die Wirkung von Tor deutlich zu schwächen.

### Vor- und Nachteile des Anonymisierungsmodells
Tor basiert auf einem verteilten Anonymisierungsnetzwerk mit dynamischer Routenwahl. Bereits das unterscheidet Tor von vielen anderen Anonymisierungsdiensten, die auf dem Ansatz von statischen Routen in Form von Mixkaskaden beruhen. Die Grundannahme für die Sicherheit von Tor lautet, dass es niemandem möglich ist, große Teile des Internets zu überwachen. Diese Grundannahme ruft Kritik hervor. Zum einen ist fraglich, ob sie realistisch ist, zum anderen existiert mit dem Modell der Mixkaskade eine Möglichkeit der Anonymisierung bei Totalüberwachung des zu Grunde liegenden Netzwerkes – zumindest in der Theorie. Das theoretisch stärkere Modell der Mixkaskade muss bei der praktischen Umsetzung im Internet sehr viele Abstriche machen, um benutzbar zu bleiben: Beispielsweise können nur bestimmte der benötigten Mixfunktionen tatsächlich implementiert werden. Dadurch kompensieren sich die Vorteile des Mixkaskadenmodells gegenüber dem Ansatz von Tor, und die kaskadenbasierten Anonymisierungsdienste können ebenfalls nur eine sehr begrenzte Anonymität bieten.
Es gibt aber auch einige praktische Gründe, die explizit für das von Tor gewählte Konzept sprechen. So kann besonders das Ressourcenproblem, das beim Betrieb eines Anonymisierungsdienstes auftritt (es wird sehr viel Bandbreite und für die Kryptographie eine gewisse Rechenleistung benötigt), sehr einfach gelöst werden, indem die Ressourcen gemeinschaftlich erbracht werden. Hier kann also nahezu jeder Besitzer eines Breitbandanschlusses durch Betrieb eines Tor-Knotens etwas zum Anonymisierungsdienst beitragen. Beim Mixkaskadenmodell muss die benötigte Bandbreite dagegen durch wenige Instanzen (Mixbetreiber) allein aufgebracht werden, um die Anonymitätsgruppen groß zu halten. Da dies für die Mixbetreiber entsprechende Kosten verursacht, stellt sich dort automatisch auch immer die Finanzierungsfrage. Andererseits stellt die niedrige Beteiligungshürde bei Tor auch immer eine Gefahr dar: Es kann keine ausreichende Prüfung der Beteiligten erfolgen. So ist beispielsweise vorstellbar, dass eine Person unter verschiedenen Identitäten sehr viele Tor-Knoten betreibt. Verbindungen, die ausschließlich über die von ihr kontrollierten Knoten laufen, können dadurch aufgedeckt werden. Beim Mixkaskadenmodell sind wesentlich weniger Anonymitätsanbieter nötig – diese können also wesentlich besser auf ihre Identität und ihre Absichten geprüft werden. Auch im Falle staatlicher Zwangsmaßnahmen können sie sowohl sich selbst als auch ihre Nutzer juristisch verteidigen (wie beispielsweise bei JAP geschehen). Bei Tor existieren derartige gegenseitige Unterstützungen erst im Ansatz. Insbesondere für die Betreiber von Exit-Knoten können sich juristische Risiken ergeben. Denn als Betreiber des Knotens müssen sie bei eventuellem Missbrauch die Beschlagnahmung der Rechner durch Ermittlungsbehörden fürchten. Sie werden als Zeugen in dem betreffenden Verfahren behandelt. Es kann jedoch auch vorkommen, dass ein Verfahren gegen den Betreiber selbst geführt wird.
Der stark verteilte Ansatz bei Tor schützt gegenüber dem Mixkaskadenkonzept besser vor staatlichen Zwangsmaßnahmen bezüglich des Aufdeckens von Verbindungen, da die staatlichen Stellen nicht wie beim Kaskadenansatz eine kleine Gruppe an Verantwortlichen gegenüber haben, mit denen sie die Überwachungsmaßnahmen direkt durchführen können. Sie müssten hier den wesentlich aufwendigeren und international kaum durchsetzbaren Umweg über die Netzbetreiber wählen. Auch Strafverfolgung wird dadurch erheblich erschwert.

### Schwachpunkte der Implementierung
Tor verwendet – entgegen dem Grundmodell des Onion-Routings – dieselbe Route für die Datenübertragung mehrerer Anwendungen, die auf dem Client-Rechner ausgeführt werden. Begründet wird dies zum einen mit höherer Effizienz (durch das Teilen einer Route für mehrere TCP-Streams müssen weniger Routen aufgebaut werden und somit wird weniger kryptographischer Aufwand, insbesondere für die asymmetrische Kryptographie, benötigt), zum anderen mit einer Verbesserung der Anonymität (da man weniger Routen aufbaut, ist die Wahrscheinlichkeit geringer, dass man einmal eine Route aus Knoten zusammenstellt, die alle in den Händen eines Angreifers liegen, und der Datenverkehr darüber somit nicht anonym ist). Sollte allerdings eine der Anwendungen die Anonymität schädigen (beispielsweise indem sie die IP-Adresse des Clients nachvollziehbar macht), so kann insbesondere ein Exit-Knoten-Betreiber dann auch die über dieselbe Route übertragenen Daten aller anderen Anwendungen dieses Clients zuordnen. Es genügt also gegebenenfalls eine Anwendung, die Absenderdaten preisgibt, damit der Client auch bezüglich anderer Aktivitäten deanonymisiert werden kann. Aus diesem Grund raten die Entwickler von der Nutzung von BitTorrent über das Tor-Netzwerk explizit ab.
Forscher am Institut national de recherche en informatique et en automatique haben dies Anfang 2010 mit BitTorrent praktisch demonstriert. Es wurden dazu mehrere Tor-Exit-Knoten betrieben und der von den Clients darüber laufende BitTorrent-Verkehr ausgewertet bzw. manipuliert. Dabei wurde ausgenutzt, dass oftmals nur die Tracker-Kommunikation über Tor anonymisiert wird, die eigentliche Datenübertragung mit anderen Peers (sowohl beim eigentlichen Filesharing als auch bezüglich des Zugriffs auf die verteilte Hashtabelle beim Trackerless-Betrieb) dann aber meist direkt ohne Anonymisierung erfolgt, da dies über Tor zu langsam wäre bzw. die dabei teilweise verwendete UDP-Kommunikation auch von Tor nicht unterstützt wird. Auf diese Weise konnte die direkte Kommunikation der Clients außerhalb des Tor-Netzwerkes (insbesondere ihre IP-Adressen) ihrer Kommunikation innerhalb des Tor-Netzwerkes zugeordnet werden. Falls der Client neben BitTorrent noch weitere, eigentlich sichere Anwendungen über dieselbe Tor-Route laufen hatte, war somit auch deren Kommunikation deanonymisiert. Da mit der eindeutigen Peer-ID bei BitTorrent ein Langzeitverkettungsmerkmal existiert, sind nach einer einmalig erfolgten Deanonymisierung ggf. auch neue Tor-Routen dann schnell zuordenbar, falls durch sie ebenfalls BitTorrent-Kommunikation abgewickelt wird.
Neben Anwendungen kann aber auch unvorsichtiges Benutzerverhalten den gleichen Effekt haben. Sollte ein Benutzer parallel zu seiner anonym zu haltenden Kommunikation auch persönlich zuzuordnende Kommunikation über Tor abwickeln, so kann letztere die anonyme Kommunikation auf derselben Tor-Route für den Exit-Node-Betreiber deanonymisieren. Das muss nicht einmal durch Übertragung von Klarnamen geschehen, eventuell reichen die ohnehin vorhandenen Metadaten einer der Verbindungen (Uhrzeit, übertragene Datenmenge, Zieladresse) für den Exit-Node-Betreiber schon aus, um auf den Urheber schließen zu können. Damit wäre dann auch die restliche Kommunikation innerhalb derselben Tor-Route deanonymisiert.

### Verwendung und Missbrauch
Jeder Interessierte kann selbst einen Tor-Knoten betreiben. Die Architektur ist bereits für DSL-Zugänge ausgelegt. Somit kann jeder Nutzer mit einem DSL-Anschluss mit einer Senderate von mindestens 20 kB/s (= 160 kbit/s) einen Tor-Server betreiben.
Im Zusammenhang mit Vorermittlungen der Staatsanwaltschaft Konstanz im Bereich der Verbreitung von Kinderpornografie wurden am 7. September 2006 einige deutsche Tor-Server beschlagnahmt, die bei deutschen Host-Providern angemietet und untergebracht waren. Die Ermittlungen richteten sich nicht gegen deren Betreiber. Die Staatsanwaltschaft erhoffte sich lediglich Erkenntnisse über die zugreifenden Nutzer. Aufgrund der Struktur des Tor-Netzwerks war dies als aussichtslos einzustufen.
Dan Egerstad konnte mit einem Versuchsaufbau, in dem er fünf Exit-Knoten über eigene Rechner zur Verfügung stellte und diese mit Sniffer-Tools abhörte, darlegen, dass viele Nutzer die Sicherung der letzten, unverschlüsselten Meile noch nicht berücksichtigen. Egerstad konnte unverschlüsselte Zugangsdaten, insbesondere von E-Mail-Postfächern, aufzeichnen, und veröffentlichte einen Auszug aus 100 Postfächern, die er Botschafts- und Regierungsangehörigen zuordnen konnte, um auf die Brisanz hinzuweisen und gleichsam zum Handeln zu bewegen. In diesem Zusammenhang soll laut einem Artikel vom 10. September 2007 eine stark gestiegene Anzahl von Exit-Knoten in China und den USA stehen. Um Missbrauch dieser Art zu verhindern, genügt eine Transportverschlüsselung, beispielsweise mit HTTPS.

### Ausnutzung von Sicherheitslücken im Webbrowser
Im August 2013 wurde bekannt, dass eine Sicherheitslücke im Webbrowser Firefox – der auch Teil des Tor-Browser-Bundles ist – zum Einschleusen von Schadcode ausgenutzt wurde. Die als „Magneto“ titulierte Malware protokollierte das gesamte Surfverhalten eines Tor-Benutzers und übermittelte die gesammelten Daten an einen Server des Unternehmens „Science Applications International Corporation“, das mit dem FBI und anderen Geheimdiensten kooperiert. Die Entwickler von Tor stellten die Vermutung an, dass der Angriff im Zusammenhang mit der Zerschlagung des Netzwerks Freedom Hosting steht, das gezielt Server für Hidden Services von Tor bereitstellte und nachweislich von Kriminellen in Anspruch genommen wurde.
Betroffen waren zwei Versionen von Firefox und damit einhergehend vier Versionen des Tor-Browser-Bundles, wovon sich jedoch drei im Alpha-Stadium befanden. Obwohl sich die ausgenutzte Sicherheitslücke in allen Portierungen von Firefox befand, wurden offenbar nur Windows-Versionen angegriffen.
Aus gerichtlichen Unterlagen ging 2014 hervor, dass mittels Magneto ein in Frankreich befindlicher Server für den Hidden Service „Tor Mail“ erfolgreich kompromittiert und später beschlagnahmt werden konnte. Damit war es Ermittlern des US-amerikanischen FBI möglich, eine bis dato unbekannte Person zu verhaften, der Kreditkartenbetrug vorgeworfen wird. Ferner konnte dem Verdächtigen nachgewiesen werden, einen illegalen Onlineshop ebenfalls als Hidden Service im Tor-Netzwerk betrieben zu haben.

### Brechen der Anonymität durch Protokollierung
Eine im Jahr 2013 veröffentlichte Studie von Wissenschaftlern des U.S. Naval Research Laboratory und der Georgetown University befasste sich mit dem bereits bekannten Problem der ausgedehnten Protokollierung des Netzwerkverkehrs von Tor. Ziel war es, unter realistischen Bedingungen die Wahrscheinlichkeit und den Zeitraum einschätzen zu können, der benötigt wird, um genügend Daten für eine Zerstörung der Anonymität zu sammeln. Dabei gelang es in 6 Monaten durch den Betrieb eines einzigen mittleren Tor-Relays, die Anonymität von 80 % der verfolgten Benutzer zu brechen. Hinsichtlich des PRISM-Skandals betonten die Wissenschaftler, dass eine größere Infrastruktur die benötigte Zeit deutlich reduzieren kann; besäße der Angreifer Zugriff auf entsprechende autonome Systeme und Internet-Knoten, schätzten sie die Wahrscheinlichkeit einer Deanonymisierung mit 95 % ein.
Ein Artikel der britischen Zeitung The Guardian hingegen berichtet von geringen Erfolgen, welche die National Security Agency beim Versuch verbuchte, Tor-Benutzer zu identifizieren. Zugrunde lagen dem Artikel die durch Edward Snowden veröffentlichten Geheimdokumente über PRISM.
Im Juli 2014 wurde ein Angriff auf die Anonymisierung durch das Tor-Netzwerk entdeckt. Hierbei kamen seit Januar 2014 modifizierte Tor-Knoten zum Einsatz, die durch eine Lücke im Protokoll Datenpakete mit Klartextinformationen markierten. Durch die hohe Anzahl der modifizierten Knoten (bis 6,4 Prozent), die sowohl als Entry Guards wie auch als Exit Nodes zum Einsatz kamen, konnten so Datenpakete bis zur realen IP-Adresse des Nutzers oder eines Hidden Service verfolgt werden. Die Lücke wurde in den Versionen 0.2.4.23 und 0.2.5.6-alpha geschlossen. Die Angreifer sowie deren Motivation sind nicht bekannt. Ein möglicher Zusammenhang mit einem abgesagten Vortrag auf der Black-Hat durch Studenten der Carnegie-Mellon-Universität wurde in der Tor-Nutzergemeinschaft jedoch kontrovers diskutiert.

### Operation Onymous 2014
Im November 2014 gab das FBI bekannt, dass durch eine großangelegte Zusammenarbeit mit der US-Zoll- und Einwanderungsbehörde, dem Ministerium für Innere Sicherheit der Vereinigten Staaten und in Europa dem European Cybercrime Center so wie Eurojust im Rahmen der Operation „Onymous“ ein massiver Schlag gegen illegale Aktivitäten innerhalb des Tor-Netzwerkes gelungen war. Die Ermittler konnten zahlreiche Personen de-anonymisieren, infolgedessen kam es zu 17 Verhaftungen weltweit. Auch konnte die Kontrolle über Domains des Netzwerks erlangt werden, wodurch mehrere illegale Plattformen des Darknet-Marktes gesperrt wurden; eine anfangs genannte Anzahl von 44 Domains wurde später revidiert. Ferner wurden mindestens 10 Exit-Nodes und ein Relay-Server abgeschaltet, womit die Infrastruktur des Netzwerks insgesamt geschädigt wurde.
Im Gegensatz zu früheren Razzien machten die Behördensprecher keine Angaben darüber, wie die Anonymität der Verdächtigen gebrochen wurde. Die Entwickler von Tor zeigten sich von der Aktion überrascht. Sie stellten die Vermutung an, dass die abgeschalteten Plattformen womöglich unsicher konfiguriert waren oder sich in der eingesetzten Software möglicherweise Backdoors befanden. Hinsichtlich der Tatsache, dass illegale Geschäfte im Internet zunehmend mit Bitcoins als Zahlungsmittel abgewickelt werden, verwiesen die Entwickler auch auf die Möglichkeit, über derartige Transaktionen Personen zurückzuverfolgen.

### Torbenutzer in Extremistendatenbank der NSA
Im Nachgang zur Snowden-Affäre berichteten der Norddeutsche Rundfunk und der Westdeutsche Rundfunk im Sommer 2014, die Benutzer des Tor-Netzwerkes und der Linux-Distribution Tails würden von dem Ausspäh-Programm XKeyscore automatisch in eine Datenbank der NSA eingetragen, in der Daten über Extremisten gesammelt werden. Das hätten die Journalisten Lena Kampf, Jacob Appelbaum und John Goetz nach Prüfung des Quellcodes von XKeyscore herausgefunden. Die Sammlung erfolge über die IP-Adressen derjenigen, die auf die Directory Authorities, über die der Zugang zu dem Tor-Netzwerk erfolgt, zugreifen.

### Deanonymisierungsangriffe seit 2017 (KAX17)
Seit mindestens 2017 hat ein unbekannter, mit umfangreichen Ressourcen ausgestatteter und offenbar staatlich unterstützter Angreifer tausende potenziell schädliche Server im Tor-Netzwerk betrieben, um mittels einer Sybil-Attacke den Dienst zu unterwandern. Der Akteur mit den Namen KAX17 betrieb in der Spitze mehr als 900 Server im Tor-Netzwerk mit einer maximalen Bandbreitenkapazität von 155 Gbit/s. Das Sicherheitsteam des Tor-Projekts habe daraufhin im Oktober 2020 alle Exit-Knoten des Akteurs entfernt. Kurz darauf seien aber einige solcher Server ohne Kontaktinformationen wieder online gegangen. Es sei wahrscheinlich, dass KAX17 dahinterstehe.

### Timing-Analyse durch das Bundeskriminalamt
2024 berichtete Panorama, dass das Bundeskriminalamt und die Generalstaatsanwaltschaft Frankfurt am Main zur Enttarnung eines "Boystown"-Administrators Timing-Analysen des Tor-Netzwerks nutzten.

## Rezeption in Medien
- In der Fernsehserie House of Cards wird Tor als Möglichkeit zum anonymen Surfen dargestellt.[A 2][99]
- In Tatort-Folge 1015 (Borowski und das dunkle Netz) werden die Funktionsweise von Tor und des Tor-Browsers mittels Animationen erklärt.[100]
- In dem Roman Little Brother von Cory Doctorow verwendet die Hauptfigur Marcus Yallow das Tor-Netzwerk, um anonym ins Internet zu gehen, ohne dass es die Schulbehörde mitbekommt.

### Journalistische Artikel
- Stefan Mey: Missing Link: Wie sicher ist der Anonymisierungsdienst Tor? In: Heise online. 21. November 2021.
- Stefan Mey: Missing Link: 25 Jahre Anonymisierung mit Tor, eine Geschichte mit Widersprüchen. In: Heise online. 29. November 2020.
- Christian Rentrop: Der Tor-Browser: Unzensiert im Darknet surfen. In: Heise online. 14. Mai 2020.
- Theresa Locker: Das sind die Helden, die das Tor-Netzwerk am Leben halten. In: vice.com. 11. Juni 2015, archiviert vom Original (nicht mehr online verfügbar).

### Konferenz-Vorträge
- Gareth Owen: Tor: Hidden Services and Deanonymisation. In: media.ccc.de. 30. Dezember 2014. (Website des Chaos Computer Clubs)
- mo: "Tadeln können zwar alle Tor, aber klüger handeln nicht." In: media.ccc.de. 27. März 2016.
- Roger Dingledine – The Tor Censorship Arms Race The Next Chapter – DEF CON 27 Conference auf YouTube, vom 15. November 2019
- nusenu: Towards a more Trustworthy Tor Network. In: media.ccc.de. 28. Dezember 2021.